# Instinction
Instinction es un próximo videojuego de acción-aventura desarrollado y publicado por Hashbane Interactive, con sede en Nueva Zelanda. Inspirado en la serie de juegos Dino Crisis, el desarrollo comenzó a principios de 2020. Su lanzamiento estaba originalmente programado para septiembre de 2022, aunque la financiación adicional del proyecto ayudó a financiar un equipo de desarrollo más grande para expandir el juego, con el lanzamiento pospuesto hasta 2025. Se publicará para PlayStation 4, PlayStation 5, Windows, Xbox One y Xbox Series X/S.

## Jugabilidad
Instinction es un juego de acción y aventura. Gran parte del juego se desarrolla en el Valle del Rift, donde chocan las líneas de tiempo pasadas y presentes. Escondido dentro de la Península de Yucatán, el valle está poblado por dinosaurios que coexisten con una antigua civilización de humanos, que trabajan para proteger la zona y sus criaturas. El jugador toma el control de Isabel, una ecologista relacionada con el valle.
Además de un jugador, el juego también incluirá un modo cooperativo para hasta tres jugadores. Se juega desde perspectivas de primera y tercera persona. Ambientado en un mundo abierto, el juego contará con un clima cambiante y una variedad de ubicaciones, incluidos bosques, templos e instalaciones de investigación científica. El juego contará inicialmente con más de 25 criaturas prehistóricas, entre ellas Smilodon, Kronosaurus, Homo floresiensis y varios dinosaurios como Carnotauro. Se agregarán criaturas prehistóricas adicionales a través del contenido descargable, y se tendrán en cuenta las sugerencias de los fans.
El juego incluirá varias armas y, además de disparar a los enemigos, también fomentará la exploración y la resolución de acertijos. Además de los objetivos principales, el jugador también tendrá misiones secundarias que completar, como recolectar artefactos antiguos. El juego tendrá una variedad de opciones de personalización relacionadas con armas, apariencias de jugador y la pantalla frontal.

## Desarrollo y lanzamiento
Instinction está siendo desarrollado por Hashbane Interactive, con sede en Nueva Zelanda. La empresa fue formada por empleados de la firma de diseño Dane Design. Varios empleados de la empresa eran fanáticos de los juegos Dino Crisis. Como hobby, comenzaron a trabajar en un videojuego de dinosaurios con Unreal Engine, que la firma venía utilizando desde 2015 para diseñar edificios en 3D. En una semana se terminó un prototipo funcional del juego y los resultados impulsaron al equipo a continuar con el desarrollo de un juego completo mediante la formación de Hashbane. El juego está siendo desarrollado con Unreal Engine 5, e incorporará ray tracing y DLSS.
Durante años, los fans habían querido que Capcom reviviera la serie Dino Crisis o rehiciera el juego original. La serie, inactiva desde 2003, fue la principal inspiración para Instinction. Es visto como un sucesor espiritual con una jugabilidad modernizada, aunque carece de los ángulos de cámara fijos de la serie. El equipo de desarrollo también se inspiró en otras series de juegos como Turok, Tomb Raider, Metal Gear, y Uncharted, así como los videojuegos Trespasser (1998) y Alien: Isolation (2014). A pesar de estas fuentes de inspiración, la cofundadora y directora de operaciones de Hashbane, Courtney O'Neill, dijo que Instinction «no es un reemplazo ni un clon de nada».
El equipo de desarrollo consultó con paleontólogos para pedirles consejo sobre los dinosaurios del juego. O'Neill dijo: «Si bien algunos pueden estar interesados en un divertido juego de dinosaurios, el realismo es más poderoso, satisfactorio y más difícil». Se conservará alguna licencia artística siempre que beneficie al juego. El equipo acumuló una colección de sonidos de pájaros de todo el mundo y luego los modificó para crear efectos de sonido de dinosaurios. Para los entornos del juego, el equipo llevó a cabo una extensa investigación sobre el clima, las especies de plantas y diferentes tipos de rocas.
Después de aproximadamente un año de desarrollo, Instinction se anunció en febrero de 2021. Más tarde ese año se dieron a conocer varios avances. El estreno de Instinction estaba previsto originalmente para septiembre de 2022. Inicialmente, el proyecto fue autofinanciado. A principios de 2022 llegó financiación adicional de la empresa de inversión neozelandesa Hillfarrance, lo que permitió a Hashbane ampliar su equipo de desarrollo y crear un juego superior a lo planeado anteriormente. Todo el trabajo anterior a ese punto será renovado. Los nuevos miembros del equipo de desarrollo incluyeron a Sanjay Singh, un artista de modelos y esculturas de criaturas en la serie de 2022 Prehistoric Planet. El escritor del juego Cameron Suey también se unió al proyecto.
Como resultado del nuevo trabajo de financiación y desarrollo, el lanzamiento del juego se retrasó hasta 2025. Se lanzará para PlayStation 4, PlayStation 5, Windows, Xbox One y Xbox Series X/S. También estaba previsto para Google Stadia, hasta que Google anunció que cerraría el servicio. Está previsto que Instinction reciba un lanzamiento de acceso anticipado a través de Steam durante la segunda mitad de 2023.